# فرخار (فیروزه)
فرخار نام روستایی در شهرستان فیروزه در استان خراسان رضوی در شمال شرقی ایران است. این روستا در ۷۰ کیلومتری غرب نیشابور و ۵۵ کیلومتری شرق سبزوار قرار دارد. از لحاظ تاریخی این روستا یکی از روستاهای رَبع طبس در ولایت بیهق(سبزوار کنونی) بوده است.   مردم آن به زبان ترکی خراسانی صحبت می‌کنند. در سال ۱۳۹۵ حدود ۹۱۳ نفر (۲۶۸ خانوار) جمعیت داشته‌است.